# Eich, Alzey-Worms
Eich là một đô thị thuộc huyện Alzey-Worms, bang Rheinland-Pfalz, nước Đức. Đô thị Eich, Alzey-Worms có diện tích km². Đô thị này tọa lạc ở tả ngạn sông Rhine, cự ly khoảng 15 km về phía bắc Worms, và 25 km về phía tây nam Darmstadt.
Eich là thủ phủ của Verbandsgemeinde ("đô thị tập thể") Eich.